# ビベンジル
ビベンジル (英語:Bibenzyl、1,2-ジフェニルエタン)はエタンの2つの炭素原子にそれぞれフェニル基を結合させた芳香族化合物である。

## 自然界での存在
ビベンジルはジヒドロスチルベノイドやイソキノリンアルカロイドのような天然物の主要部分を構成する物質である